# Chaupal
Chaupal é uma cidade e uma nagar panchayat no distrito de Shimla, no estado indiano de Himachal Pradesh.

## Geografia
Chaupal está localizada a 30° 57′ N, 77° 35′ L. Tem uma altitude média de 2186 metros (7171 pés).

## Demografia
Segundo o censo de 2005, Chaupal tinha uma população de 6786 habitantes. Os indivíduos do sexo masculino constituem 58% da população e os do sexo feminino 42%. Chaupal tem uma taxa de literacia de 77%, superior à média nacional de 59.5%; a literacia no sexo masculino é de 80% e no sexo feminino é de 73%. 13% da população está abaixo dos 6 anos de idade.